# Forte de Curiate

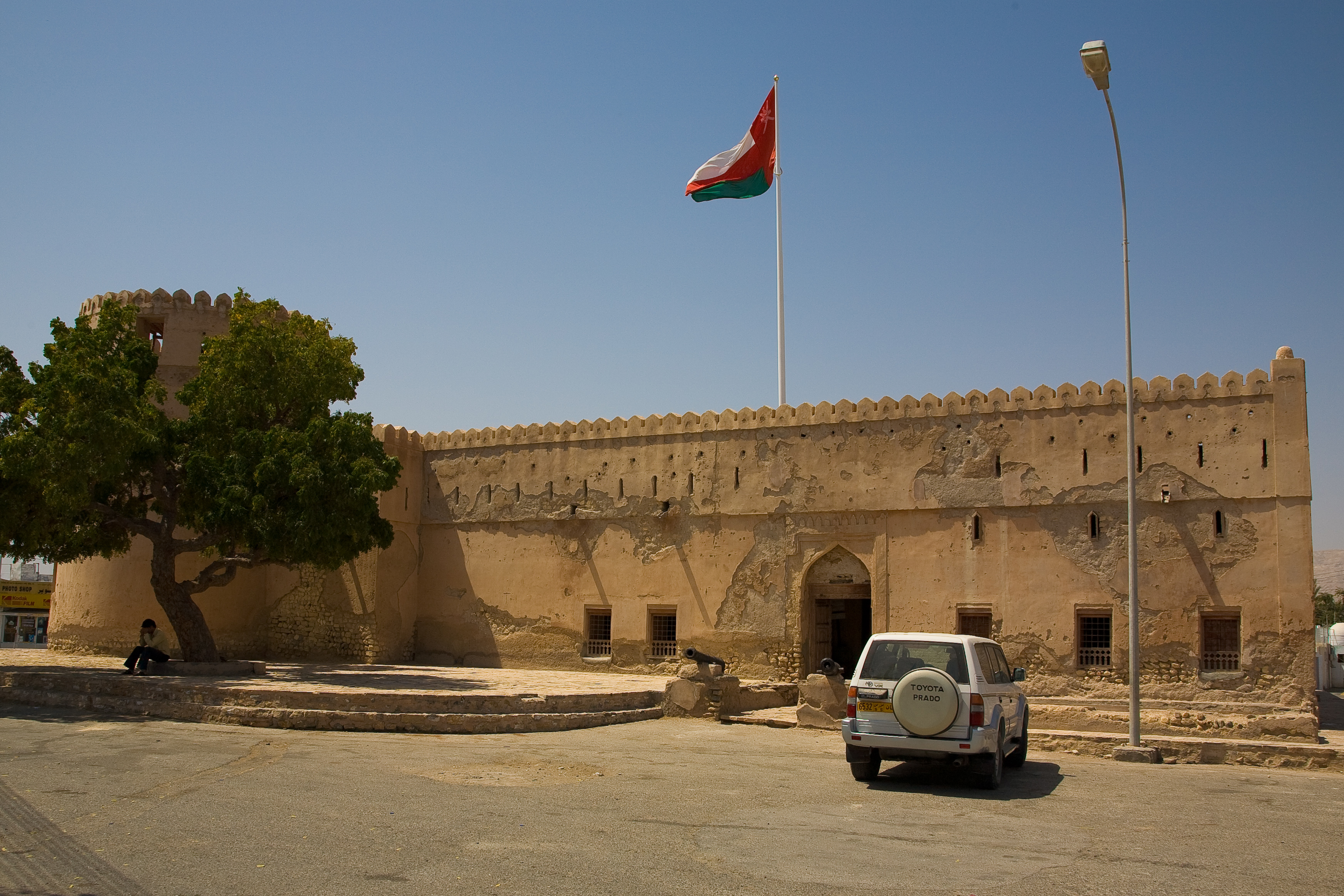
Forte de Curiate, Omã

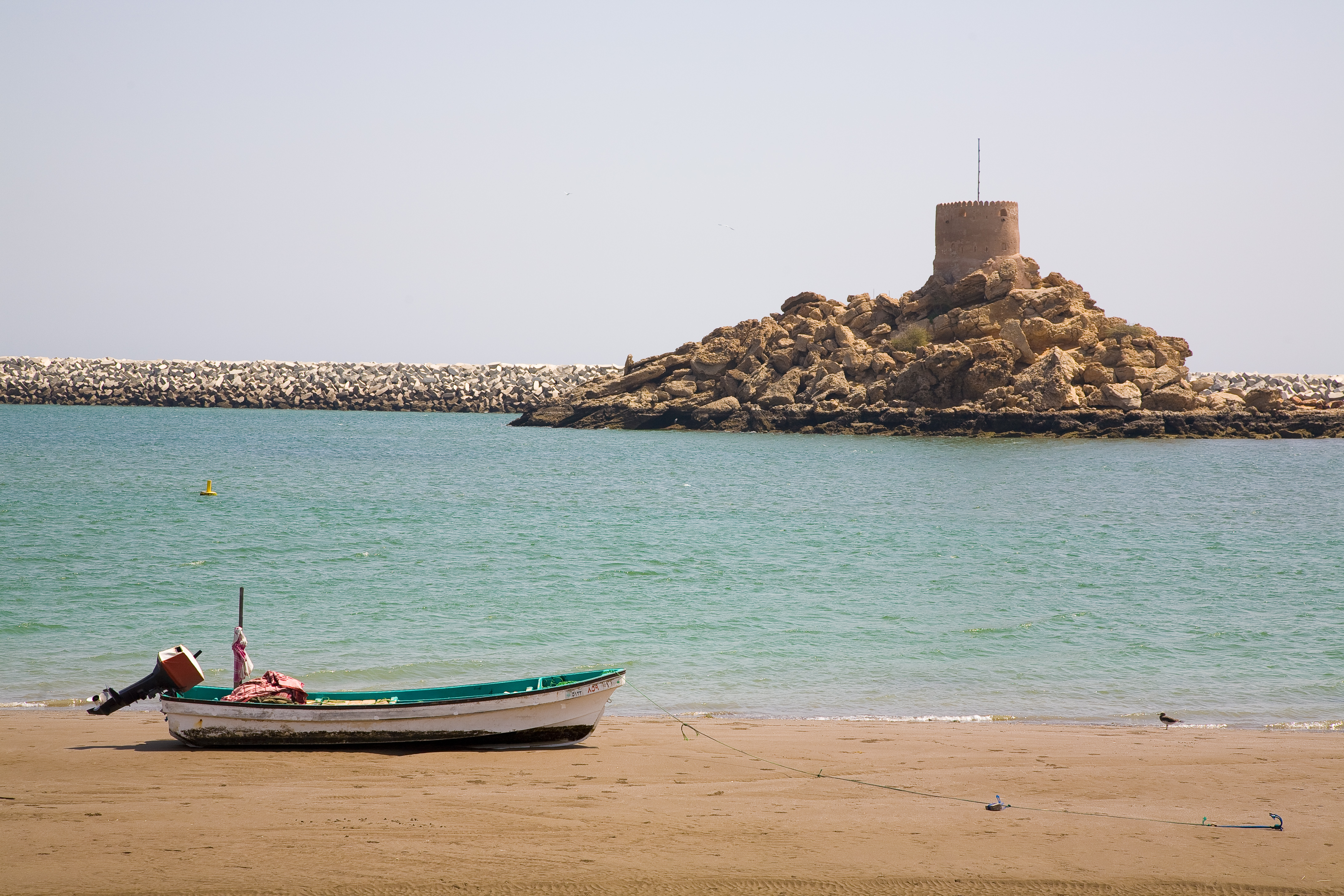
Atalaia em Curiate, Omã

O Forte de Curiate localizava-se em Curiate, em  território do atual Sultanato de Omã.‎

## História
Esta praça islâmica no golfo de Omã, tributária do reino de Ormuz, foi conquistada por forças portuguesas sob o comando de Afonso de Albuquerque na campanha de 1507, para ser abandonada no início do ano seguinte após a retomada de Ormuz pelas forças do seu soberano.
Com a reconquista de Ormuz em 1515, como ela passou a ser tributária do soberano português em articulação com o Estado Português da Índia.
É referida por António Bocarro no Livro das Plantas de Todas as Fortalezas, com ilustração de Pedro Barreto de Resende (1635).
Encontra-se em relativo estado de conservação, embora as intervenções contemporâneas de restauro promovidas pelas autoridades arqueológicas locais tenham tendido a islamizar as ameias originais.

## Características
Apresentava planta retangular, com cerca de 119 metros de extensão pelo lado maior, empregando "adobes, como todos os mais da Arábia que fizeram mouro como a estes", segundo a descrição de Bocarro.